# ماتاپسوئلس
ماتاپسوئلس (به اسپانیایی: Matapozuelos) یک شهرستان در اسپانیا است که در استان وایادولید واقع شده‌است.